# Зов дивљине
Зов дивљине (енгл. The Call of the Wild) познат и под преводом Глас дивљине, авантуристички је кратки роман америчког књижевника Џека Лондона. Главни протагонист је пас Бак, који живи удобним животом кућног љубимца у Калифорнији, све док га не украду кријумчари и одведу у Јукон, на крајњи север Канаде, где служи као пас тегљач за време Клондајшке златне грознице. Служећи неколико господара, Бак сагледава суровост природе и открива сопствене урођене примитивне инстинкте. Роман је великим делом настао на основу пишчевог искуства, које је стекао у Јукону, где је отишао да тражи злато 1897. године. Први пут је објављен у виду четири наставка у новинама Сатердеј ивнинг пост (The Saturday Evening Post) 1903, а исте године је објављен у форми књиге. Први тираж од 10 000 примерака брзо је распродат, а роман је временом постао класик америчке књижевности. Зов дивљине не само да је афирмисала Лондона као књижевника, обезбедивши му широку читалачку публику, већ је до данашњих дана остало његово најпознатије и најцењеније књижевно остварење. Део је лектире у многим америчким школама и преведен је на 56 језика. Књига ужива велику популарност и код српских читалаца, о чему сведочи готово 80 различитих издања на српском језику.
Зов дивљине се издвојио, од других авантуристичких романа о Златној грозници тог времена, својим избрушеним стилом, убедљивим описима сурове природе и филозофским идејама, које су роману подариле дубину, нетипичну за овај жанр. Између осталих, књига је инспирисана идејама Фридриха Ничеа, Карла Маркса, Чарлса Дарвина, Иполита Тена, Емила Золе и других. Лондон је понесен успехом 1906. објавио роман Бели очњак, у којем је исприповедао судбину супротну Баковој, то јест, судбину дивљег пса који временом постаје питома животиња. На основу Зова дивљине снимљено је неколико, махом неуспешних, филмова.

## Заплет романа
Главни јунак романа је Бак, велики и моћни пас мешанац шкотског овчара и бернардинца, који живи срећно у топлој Калифорнији као кућни љубимац судије Милера. Помоћник вртлара га краде и продаје кријумчарима паса, не би ли покрио коцкарске дугове. Затворен, изгладњиван и тучен, Бак учи да се повинује новим околностима. Ускоро је продат француско-канадским диспечерима, Франсои и Пероу, који га одводе у Јукон, најсевернију област Канаде, где се први пут сусреће са снегом и смртоносном хладноћом. Тамо га обучавају за товарног пса за вучу санки. Иако је одрастао у домаћинским условима, Бак брзо учи стратегије преживљавања у негостољубивој природи са суровим људима и крволочним псима. Убрзо се развија ривалитет између Бака и вође чопора Шпица. Бак побеђује Шпица у борби на смрт, и тиме постаје вођа.
Након успешног путовања, Бак постаје пас поштанских кола шкотског мелеза. Напорно прелажење километара пута без одмора исцрпљује псе, те пас Дев, који је вукао кола са Баком, умире од исцрпљености. Бакови следећи власници су Хал, Чарлс и Мерцедес (Чарсова жена, а Халова сестра), који немају никаквог искуства о животу на северу. Они игноришу све добронамерне савете искуснијих житеља. У тренутку када им понестане псеће хране почињу да изгладњују псе, те неколико паса тегљача умире. На путу сусрећу Џона Торнтона, који их упозорава да не прелазе реку, јер је лед почео да се топи. Они игноришу и овај савет, те Хал наређује Баку да настави да вуче кола. Међутим, пас исцрпљен и гладан одбија да крене, што изазива бес код Хала, који почиње немилосрдно да га туче, све док Тортон не стане у његову заштиту. Будаласти трио наставља без Бака, али убрзо пропадају под лед реке.
Бак је заволео Џона Тортона и постао му је одан као ником до тада. Пас га једном приликом спашава из реке. а затим му омогућава да заради 1600 долара, захваљујући опклади да је Бак у стању да повуче терет од 1000 фунти (450 килограма). Џон и његови пријатељи купују тим новцем прибор за копање злата. Крећу у дивљину у потрагу за племенитим металом. Проналазе злато, а за то време пси се одмарају. Бак све више открива сопствене примитивне инстинкте, лови дивље животиње и упознаје се са вуком. Једне ноћи, када се вратио из лова, затиче мртве Тортона и његово друштво. Њих су убили Јихати Индијанци. Бак бесан убија поглавицу и схвата да је лако убити човека и да је људска јединка слабија од њега. Он напушта заувек људе и придружује се вуковима. О њему почињу да круже различите легенде, које утерују страх у кости људима. Такође, сваке године се враћа на место где је Тортон убијен, где урлицима оплакује његову смрт.

## Околности настанка и штампање
Џек Лондон се одселио за Аљаску 1897, пратећи талас емиграната поведених Клондајшком златном грозницом. Касније ће то искуство описати речима: У Клондајку сам пронашао себе. Током боравка на северу читао је књиге Порекло врста Чарлса Дарвина и Изгубљени рај Џона Милтона. Управо у овим суровим пределима Лондон ће пронаћи инспирацију за роман Зов дивљине. Због великих хладноћа у тим крајевима коњи су били непрактични за вучу и транспорт, те су људи почели да користе крупне псе. Током боравака писац је сусрео много паса тегљача, али му је сусрет са једним био судбоносан. Наиме, његови пријатељи Маршал Летам и Луис Витфорд Бонд имали су крупног мешанца шкотског овчара и бернардинца, који ће послужити као прототип за Бака. Лондон је то у писму и потврдио. На Универзитету Јејл данас се чува фотографија Бондовог пса, начињена током пишчевог боравка. Опис ранча, где је одрастао Бак, на почетку књиге заснован је на Бондовом породичном имању. На пролеће 1898. Лондон је напустио север зарадивши скорбут, болест честу у тим деловима света због недостатка свежег воћа и поврћа. Заједно са неколико других путника спустио се реком Јукон кроз дивље пределе 3200 километра до градића Сент Мајкл, одакле се упутио натраг у Калифорнију.
Након што се вратио у Калифорнију, Џек Лондон није успео да пронађе стално запослење, те је зависио од хонорарних послова попут шишања травњака. У покушају да заради понудио је часопису Булентајн (Bulletin) из Сан Франциска да напише причу о сопственим авантурама на Аљасци, али је уредник одбио идеју тврдећи да је међу читаоцима опало интересовање за ову хладну земљу. Своја искуства преточиће неколико година касније када буде написао причу о псу тегљачу по имену Батард, који на крају приче убија свог господара. Причу је продао часопису Космополитан, у коме је одштампана 1902. под именом Ђаво пас. Непосредно након изласка Лондон је започео рад на Зову дивљине, са намером да искупи псећу врсту и прикаже и племенитију страну кучића тегљача. Иако је Лондон првобитно планирао да напише кратку приповетку, током писања је променио одлуку: Планирао сам да напишем парњака Батарду, мојој другој причи о псу... али је ствар измакла контроли, те се прича, пре него што сам могао да је завршим, уместо на 4000, расплинула на 32 000 речи.
Зов дивљине је први пут објављен у виду четири наставка у новинама Сатердеј ивнинг пост (The Saturday Evening Post) 1903. Лондон је за њу добио 750 долара. Исте године продао је ауторска права издавачкој кући Макмилан (Macmillan) за 2000 долара, која је исте године штампала Зов Дивљине у облику књиге. Књига није повучена из штампања до данашњих дана.

## Теме
Е. Л. Докторов истиче да је тема романа заснована на дарвинистичком концепту природне селекције, то јест, на истицању идеје да у природи преживљавају само најспособнији. Бак је у сукобу са људима, другим псима и леденим окружењем, тако да мора да пронађе начин да све савлада и преживи. Он мора да се ослони на сопствено атавистичко наслеђе и да од питоме постане дивља животиња, не би ли преживео свет у коме влада закон тољаге и песнице.
У роману су подвучене идеје да је фасада цивилизације и културе танка, да је у суштини човечанства бруталност, и да се у одређеним условима човек може вратити у примитивно стање. Лондоново интересовање за марксизам се огледа у идеји да је развој човечанства увек мотивисано материјализмом. Такође, осећа се утицај Ничеанских идеја, те је историчарка књижевности Ђанкито, истакла да је Бак обликован по угледу на концепт натчовека (Übermensch).